# Tessonnière
Tessonnière is een dorp en voormalige gemeente in de Franse gemeente Airvault in het departement Deux-Sèvres in de regio Nouvelle-Aquitaine. Tessonnière telt 289 inwoners (1999) en maakt deel uit van het arrondissement Parthenay.
Tessonnière ligt in het zuidwesten van de gemeente. Het dorpscentrum ligt meer dan vier kilometer ten zuidwesten van het centrum van Airvault.

## Geschiedenis
Op de 18de-eeuwse Cassinikaart staat het dorp aangeduid als Teßonniere.
Op het eind van het ancien régime op het eind van de 18de eeuw, toen de gemeenten werden gecreëerd, werd Tessonnière een gemeente.
Op 1 januari 2019 werd de gemeente opgeheven en werd Tessonnière als commune déléguée opgenomen in de gemeente (commune nouvelle) Airvault.

## Geografie
De oppervlakte van Tessonnière bedraagt 14,7 km², de bevolkingsdichtheid is 19,7 inwoners per km².
Naast Tessonnière zelf liggen op het grondgebied ook verschillende gehuchten, waaronder Enjouran, Guichardière en Maucarrière.
De onderstaande kaart toont de ligging van Tessonnière met de belangrijkste infrastructuur en aangrenzende gemeenten.

## Bezienswaardigheden
- De Église Notre-Dame

## Demografie
Onderstaande figuur toont het verloop van het inwonertal.
Voormalige gemeenten: Airvault · Borcq-sur-Airvault · Soulièvres · Tessonnière

Overige dorpen en gehuchten: Barroux · Deffend · Enjouran · Grand Moiré · Guichardière · Maucarrière · Repéroux